# Hjorth Rosenfeldt

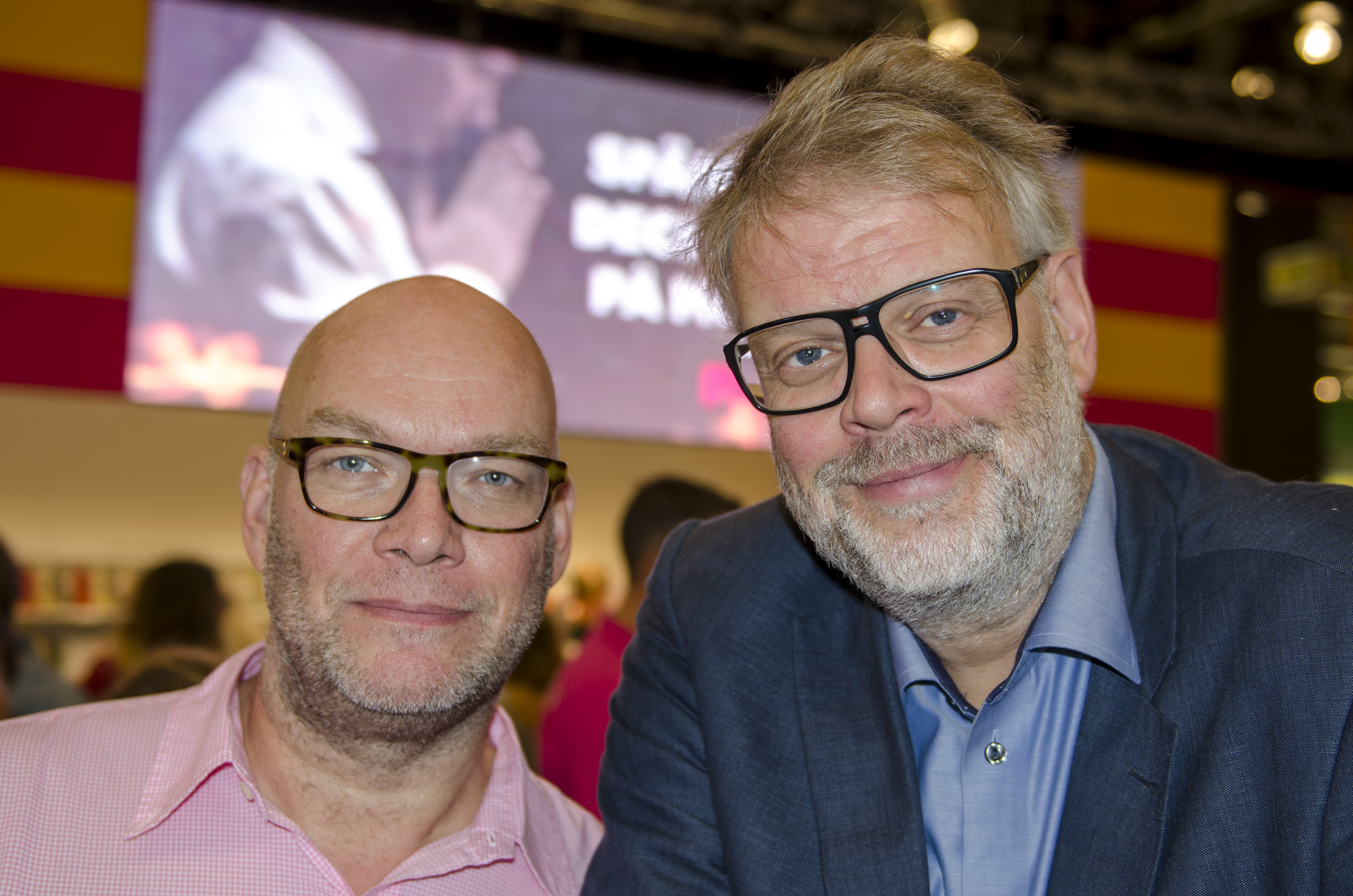
Michael Hjorth en Hans Rosenfeldt op de boekenbeurs in Göteborg 2014

Hjorth Rosenfeldt is het Zweeds auteursduo Hans Rosenfeldt (1964) en Michael Hjorth (1963). Rosenfeldt is acteur, toneelschrijver en presentator. Hjort is mede-eigenaar van een Zweedse productiemaatschappij.
Onder de naam Hjorth Rosenfeldt schreven zij de thrillerserie De Bergmankronieken. Deze serie is gebaseerd op de televisieserie Den fördömde (2010).